# Darryl Roberts
Darryl Roberts (Saint Joseph, 26 september 1983) is een voetballer (aanvaller) uit Trinidad en Tobago. Zijn laatste club was Samsunspor. Daarvoor speelde hij onder meer voor Sparta Rotterdam en Denizlispor. 

## Carrière
Zijn voetbalcarrière kreeg gestalte in de VS waar hij uitkwam voor het universiteitsteam van Liberty University. Daar ontwikkelde hij zich van aanvallende middenvelder tot spits. In het voorjaar van 2003 werd hij voor het eerst geselecteerd voor het nationale elftal van Trinidad en Tobago. De trainer van dat elftal, Wim Rijsbergen, beval hem in 2007 aan bij Sparta Rotterdam. Zijn komst naar die club, halverwege het seizoen 2006/2007, werd aanvankelijk op enige scepsis onthaald omdat niemand bij Sparta hem ooit in levenden lijve had zien voetballen. Zijn debuut voor het eerste elftal vond plaats op 1 april 2007, toen hij na 45 minuten inviel voor Cecilio Lopes in de wedstrijd Sparta-sc Heerenveen. Binnen drie minuten maakte hij zijn eerste doelpunt.
Roberts kwam, mede door een aantal lichte blessures, dat seizoen niet verder dan vijf wedstrijden in het eerste elftal van Sparta Rotterdam. In de thuiswedstrijd tegen FC Utrecht scoorde hij de openingsgoal in de met 1-1 gelijkgespeelde wedstrijd.